# (3673) Леви
(3673) Леви — двойной астероид из главного пояса. Был открыт 22 августа 1985 года американским астрономом Эдвардом Боуэллом на Станции Андерсон-Меса и назван в честь астронома Дэвида Леви.
12 декабря 2007 года D. Pray из Carbuncle Hill Observatory, Петр Правец и Петер Кушнирак из Обсерватории Ондржеёв и R. Stephens из Goat Mountain Astronomical Research Station опубликовали отчёт, основанный на фотометрических наблюдениях 5-9 декабря 2007 года, согласно которым малая планета (3673) является двойной системой с периодом обращения 21,6 часа и расстоянием между телами около 13 км. Главное тело системы показывает период своего вращения 2,6879 ± 0,0005 часа с колебаниями блеска в 0,13 звёздной величины, то есть имеет очень близкую к сферической форму. Взаимные затменные и транзитные события показывают отношение диаметра меньшего тела к диаметру большего 0,28 (диаметр меньшего тела 1,73 км). Период вращения меньшего тела неизвестен.

## Сближения
| дата             | а. е.    | расстояний до Луны | небесное тело |
| ---------------- | -------- | ------------------ | ------------- |
| 20.09.2005 1:34  | 0,032284 | 12,6               | Гигея         |
| 27.07.2185 21:36 | 0,035493 | 13,8               | Амфитрита     |